# Merrillanthus hainanensis
Merrillanthus hainanensis är en oleanderväxtart som beskrevs av Woon Young Chun och Tsiang. Merrillanthus hainanensis ingår i släktet Merrillanthus och familjen oleanderväxter. Inga underarter finns listade i Catalogue of Life.